# Oligia strigilis
Oligia strigilis là một loài bướm đêm trong họ Noctuidae.

## Hình ảnh

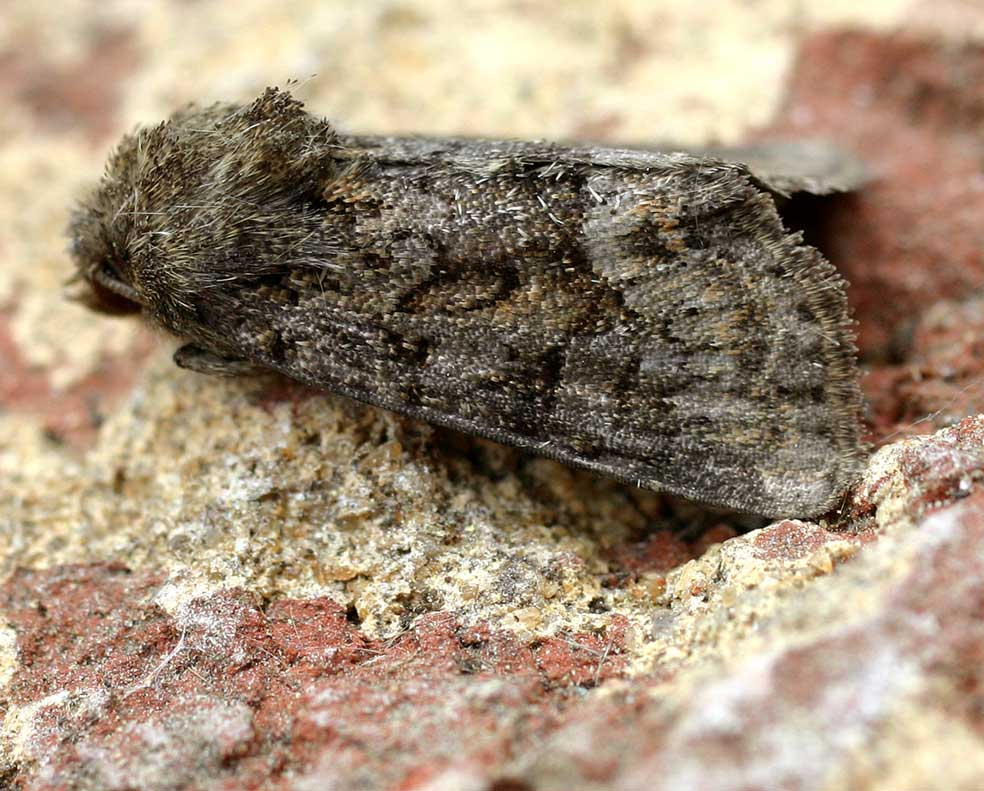
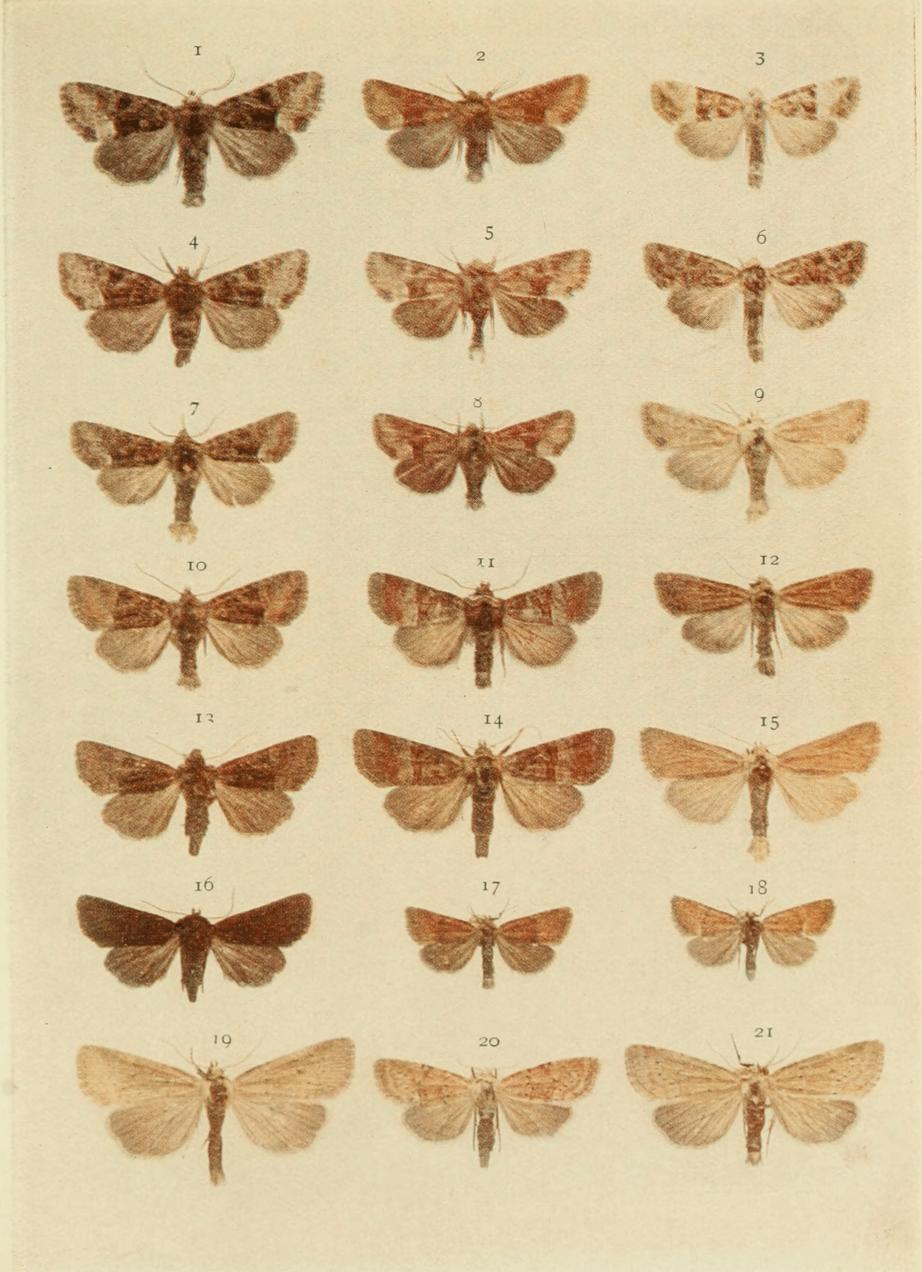
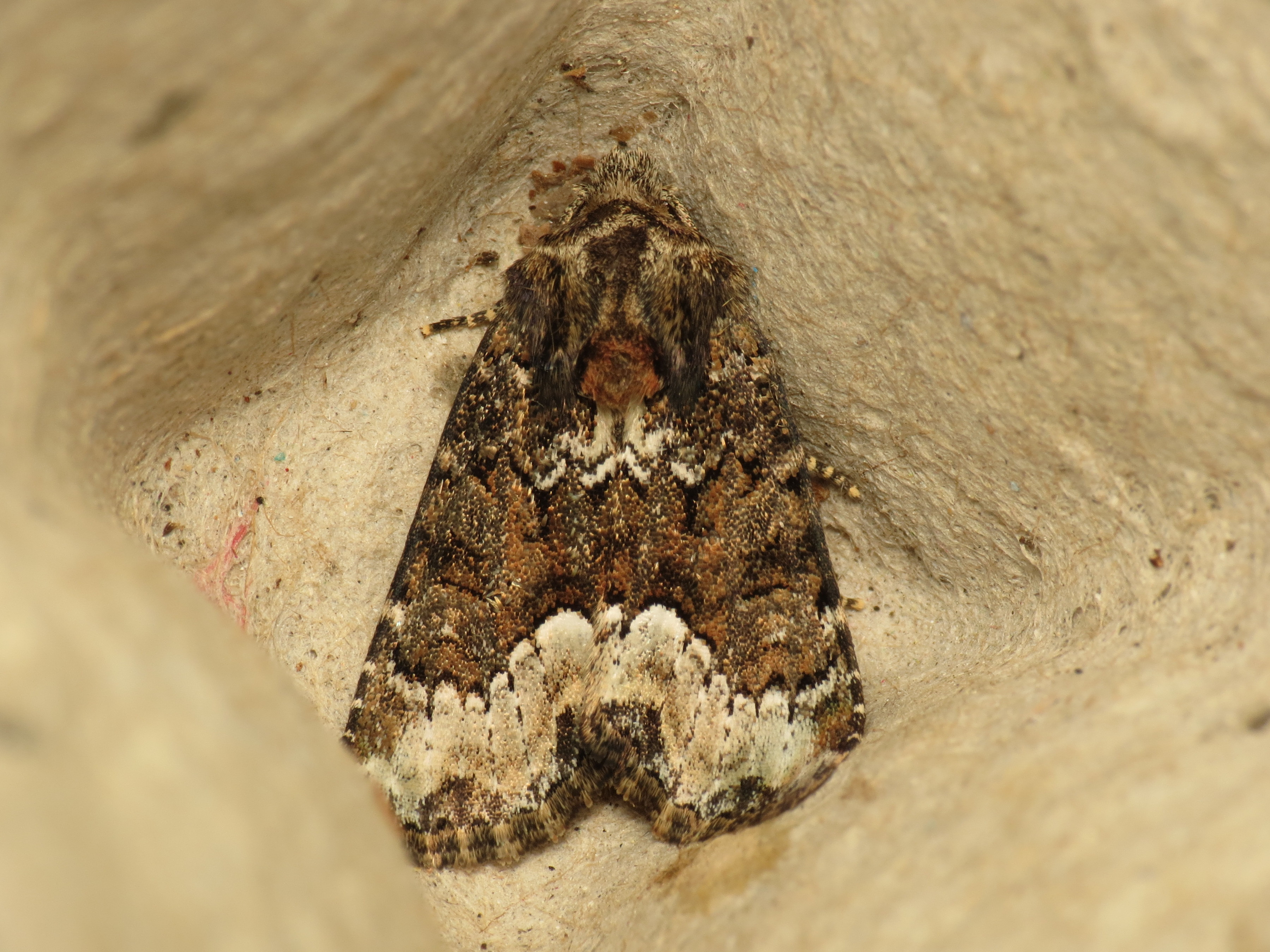
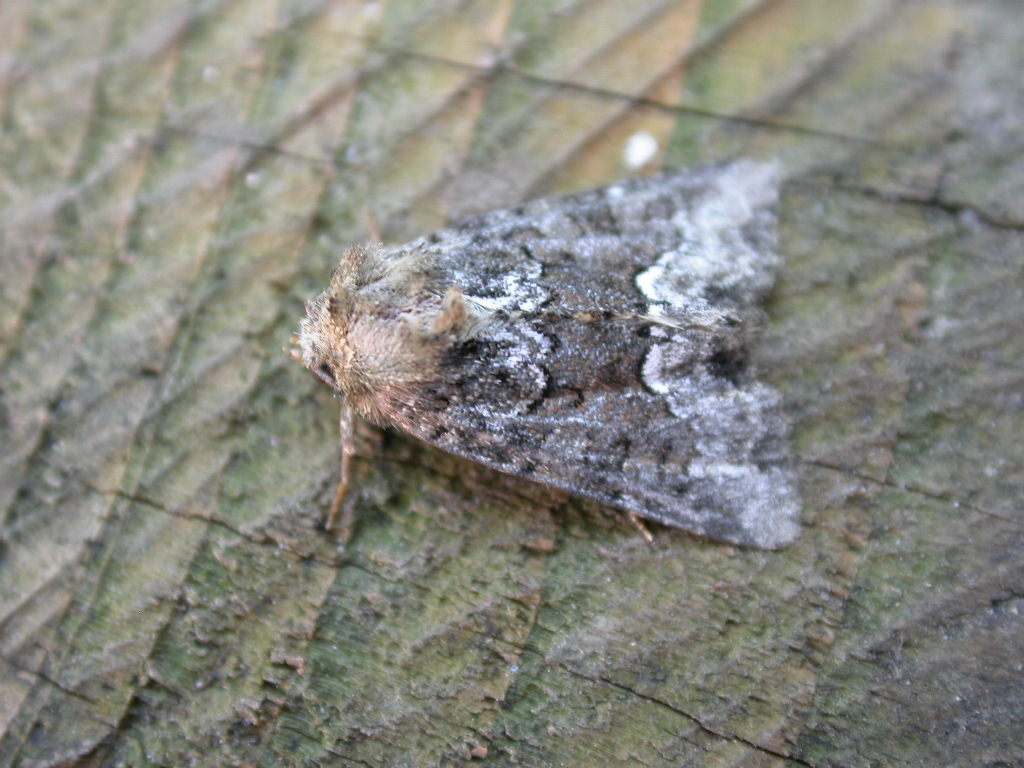